# Dorothée-Marie de Saxe-Weimar
Dorothée Marie de Saxe-Weimar (14 octobre 1641 – 11 juin 1675), est par naissance duchesse de Saxe-Weimar membre de la branche Ernestine de la Maison de Wettin, et par mariage duchesse de Saxe-Zeitz.

## Biographie
Née à Weimar, Dorothée-Marie est la plus jeune fille du duc Guillaume de Saxe-Weimar, de son mariage avec Éléonore-Dorothée d'Anhalt-Dessau, fille du prince Jean-Georges Ier d'Anhalt-Dessau. Elle est nommée d'après sa grand-mère paternelle Dorothée-Marie d'Anhalt.
Son mariage avec le duc Maurice de Saxe-Zeitz peut être compris par le fait que Maurice a été administrateur de l'évêché de Naumbourg-Zeitz depuis 1653, et vit dans le palais de la Ville de Naumbourg. En outre, Maurice est membre depuis 1646, de la Société des fructifiants, dirigée par le père de Dorothée Marie.
Maurice a été marié et est veuf depuis le 7 octobre 1652. Lorsque l'habituelle période de deuil s'est terminée, il épouse Dorothée-Marie, qui n'a que 15 ans. Le père de Maurice, l'électeur Jean-Georges Ier de Saxe est mort. Maurice hérite de la Seigneurie de Zeitz comme apanage, faisant de lui le fondateur de la branche de Saxe-Zeitz de la Maison de Wettin.
Maurice juge que le Palais de la Ville de Naumbourg n'est pas digne d'être sa résidence et appelle comme architecte de la cour, Johann Moritz Richter, pour discuter de la conception d'un magnifique palais baroque, le palais de Moritzbourg, dans sa nouvelle capitale de Zeitz.
Le duc et la duchesse ont pour principale tâche de relancer l'économie et de réparer les dévastations de leur principauté pendant la guerre de Trente Ans. Ils se consacrent également à la reconstruction de la faculté de théologie de Zeitz. Christoph Cellarius ajoute plus tard un grand prestige à ce séminaire.
Dorothée-Marie est morte au palais de Moritzbourg, Zeitz, le 11 juin 1675, à l'âge de 33 ans. Elle est enterrée dans un magnifique sarcophage dans la salle de la crypte au-dessous de la cathédrale de Saint-Pierre-et-Paul à Zeitz. Son mari se remarie après sa mort. Ce troisième mariage, cependant, est resté sans enfant, de sorte que la lignée de Saxe-Zeitz descend de Dorothée-Marie.

## Mariage et descendance
Elle épouse le 3 juillet 1656 à Weimar le duc Maurice de Saxe-Zeitz, le plus jeune fils survivant de l'électeur Jean-Georges Ier de Saxe, de son second mariage, avec Madeleine-Sibylle de Prusse. Ils ont dix enfants :
1. Éléonore  Madeleine (Weimar, 30 octobre 1658 – Dresde, 26 février 1661).
2. Wilhelmine Éléonore (née et morte à Dresde, septembre 1659).
3. Erdmuthe de Saxe-Zeitz (Naumbourg, 13 novembre 1661 – Mersebourg, 29 avril 1720), mariée le 14 octobre 1679 à Christian II de Saxe-Mersebourg.
4. Maurice-Guillaume de Saxe-Zeitz (Moritzbourg, 12 mars 1664 –  Weida, 15 novembre 1718).
5. Jean George (Moritzbourg, 27 avril 1665 – Moritzburg , 5 septembre 1666).
6. Christian Auguste (Moritzbourg, 9 octobre 1666 – . Ratisbonne, 23 août 1725), cardinal, archevêque de Gran (Esztergom) et primat de Hongrie.
7. Frédéric-Henri de Saxe-Pegau-Neustadt (Moritzbourg, 21 juillet 1668 – Neustadt an der Orla, 18 décembre 1713), hérite de Pegau et Neustadt.
8. Marie Sophie (Moritzbourg, 3 novembre 1670 – Moritzbourg, 31 mai 1671).
9. Madeleine Sibylle (Moritzbourg, 7 avril 1672 – Moritzbourg, 20 août 1672)
10. Sophie Wilhelmine (née et morte à Moritzbourg, 11 juin 1675).